# Tirant (indumentària)

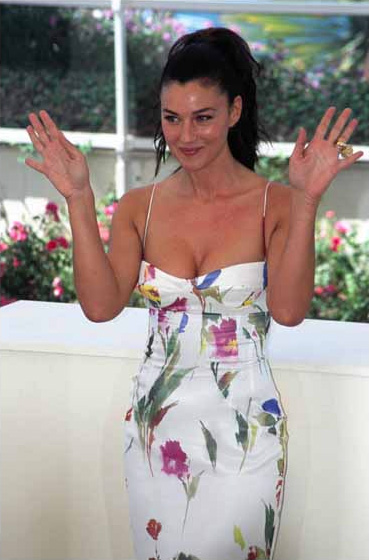
Vestit de tirants

El tirant, la xarpa o retranca (Balears) és una tira, corretja o veta de roba, més o menys estreta, que és part integrant d'una peça de vestir mancada de mànigues (i, generalment, de coll) i que passa per damunt del muscle per tal de sostenir-la; habitualment es duen per parelles, un tirant per a cada espatlla. El català tirant equival a l'anglès shoulder strap (que també significa 'musclera'), esp. tirante (que també significa 'elàstic'), fr. bretelle, it. spallina (també equivalent a 'xarretera' i a voltes a 'musclera'), port. alça (que també significa 'nansa'), etc.
Els tirants es troben, sobretot, en samarretes, així com en vestimenta femenina (vestits, peces diverses de roba interior, vestits de bany), davantals, etc.
Els pantalons granota es caracteritzen per dur tirants, més una pitrera (peto) que serveix de nexe d'unió entre els tirants i la cintura, tot plegat d'una peça.
També s'anomenen tirants les cordes o tires de transport de certa mena de bosses; per exemple, els tirants de la motxilla.
Emparentats amb el principi dels tirants hi ha els elàstics.